# Guerres Tikal - Calakmul
Les guerres Tikal-Calakmul són una sèrie d'enfrontaments entre les civilitzacions de Tikal, Calakmul i altres pobles entre els segles vi i viii per l'hegemonia territorial.

## Primera guerra
Calakmul havia crescut fins a esdevenir la ciutat maia més extensa, capital d'un regne amb nombrosos vassalls. Va decidir expandir el seu domini i per això va pactar amb Caracol per tal que ataqués Tikal, l'altra gran potència de la zona. Els guerrers de Caracol van assetjar Tikal i van prendre presoner el seu líder, per sacrificar-lo en públic l'any 562. Aquesta operació va humiliar enormement Tikal, que va perdre gran part del seu prestigi. Alguns dels antics vassalls van passar a formar part de l'òrbita de Caracol i Calakmul i d'altres van aprofitar la situació per guanyar poder, com el cas de Mutul.

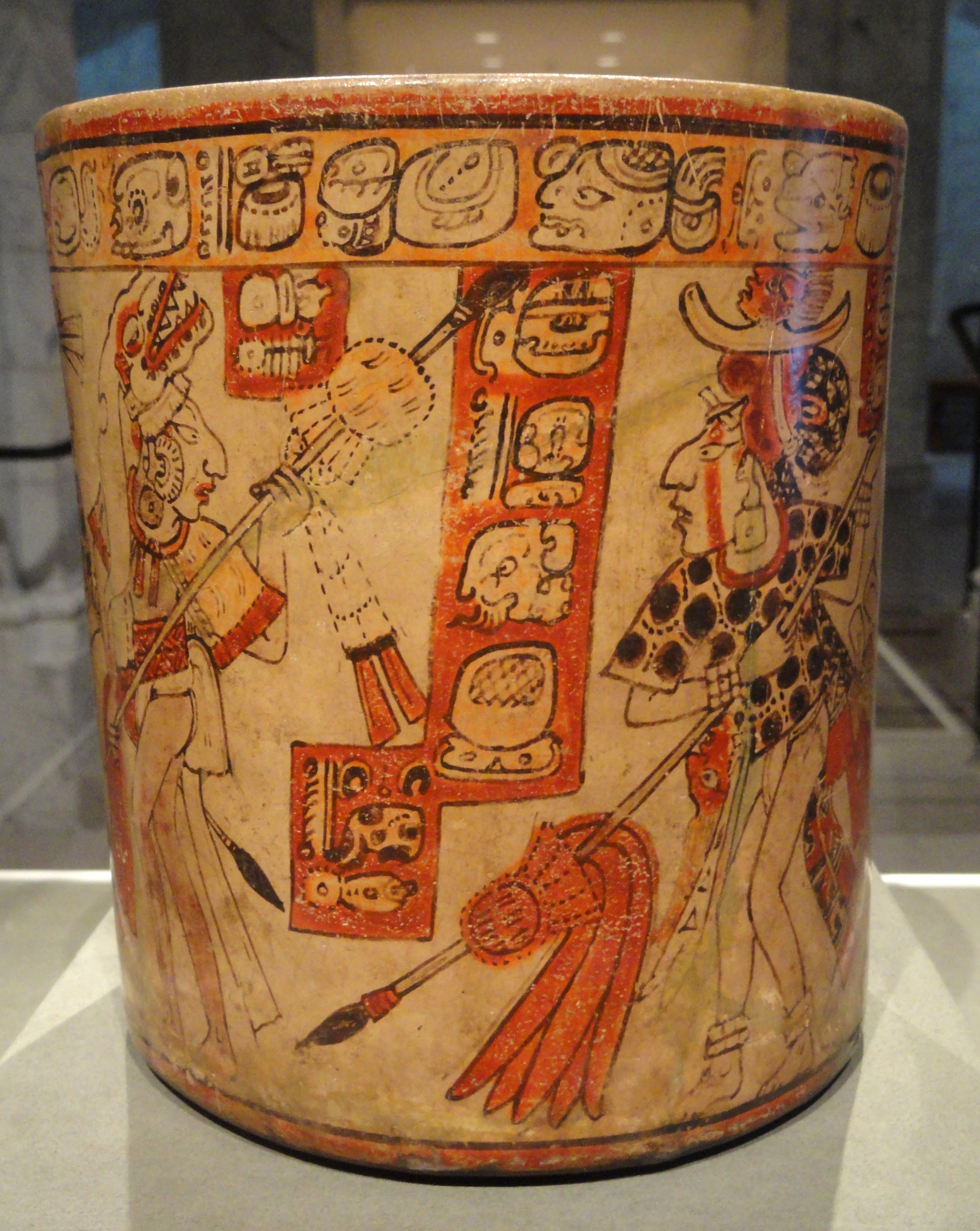
Ceràmica il·lustrant el conflicte

## Segona guerra
Calakmul va passar diverses dècades amb atacs de petita intensitat però sense atrevir-se a combatre Tikal directament, ja que aquesta, tot i la pèrdua de poder, continuava comptant amb nombrosos efectius. La situació va canviar després d'una guerra civil a Dos Pilas, aliada de Tikal, on dues branques de la mateixa família es disputaven el lideratge. Calamkul va treure profit d'aquesta feblesa i en 650 va iniciar la segona guerra contra Tikal. Com a l'anterior ocasió, no va anar directament contra la ciutat, massa ben defensada, sinó que va sotmetre alguns dels vassalls (en aquest cas Dos Pilas i els seus veïns) per afeblir el rival. Però aquest cop Tikal havia tingut temps de reforçar-se i va vèncer Dos Pilas i els combatents enviats des de Calakmul en la seva ajuda (any 695). Algunes ciutats que retien tribut a Calakmul van canviar de bàndol davant aquesta victòria.

## Tercera guerra
Quiriguá, una ciutat important des del punt de vista comercial per la seva ubicació estratègica, es va declarar independent i Calakmul li va donar suport l'any 738. Aquest fet va provocar la còlera de Tikal, qui va conquerir diversos enclavaments de Calakmul. Aquesta es va trobar sense alguns subministraments essencials i va començar un lent declivi. Durant un període de diversos conflictes menors entre les dues poblacions, ambdues van anar afeblint-se, fet agreujat per una època de males collites. Aquesta situació va causar que les dues ciutats perdessin influència a la regió i els vassalls s'anessin independitzant, amb el col·lapse consegüent del sistema de tributs.